# Délnyugat-Afrika az első világháborúban
Német Délnyugat-Afrika a Német Birodalom egyik legjelentősebb afrikai gyarmata volt bányái és csekély mezőgazdaságra alkalmas területe miatt. A gyarmat az első világháború során hamar a szövetséges antanthatalmak célpontjává vált. Német Délnyugat-Afrika gyarmatának elfoglalását a britek a Dél-afrikai Unióra akarták bízni, hiszen ez a domínium volt földrajzilag a legközelebb hozzá. Mikor London aziránt érdeklődött, hogy visszavonhatja-e a Dél-Afrikában állomásozó egységeit, hogy azok részt tudjanak venni a Németország elleni európai harcokban, illetve, hogy a dél-afrikai kormány hajlandó-e Német Délnyugat-Afrika ellen támadást indítani, Louis Botha, a Dél-afrikai Unió miniszterelnöke igenlő választ adott. A döntés azonban beforratlan sebeket szaggatott fel, ugyanis a Német Császárság évtizedek óta támogatta a dél-afrikai ország fehér lakosságának többségét alkotó, uralkodó búrok nemzetiségi és függetlenségi törekvéseit, fegyverekkel, elismeréssel és egyéb eszközökkel. Ezzel szemben a Brit Birodalom a búroknak háborúságot, alávetést, hazájuk többszöri elvételét okozta. Ezért a dél-afrikai csapatok támadását követően a Dél-afrikai Unióban belső lázadás bontakozott ki az angolbarát kormány ellen, ami jelentősen hátráltatta a német gyarmat elleni hadműveleteket, azonban a búr felkelés alig egy év alatt elbukott. A túlerőben lévő támadó erőkkel szemben a helyi német gyarmati haderő, a Schutztruppe (Gyarmati Véderő) katonái hamar visszavonulásra kényszerültek, de egészen 1915 második feléig kitartottak, így adva némi időt a német kelet-afrikai csapatoknak a felkészülésre.

## Előzmények

### Német gyarmatosítók Délnyugat-Afrikában

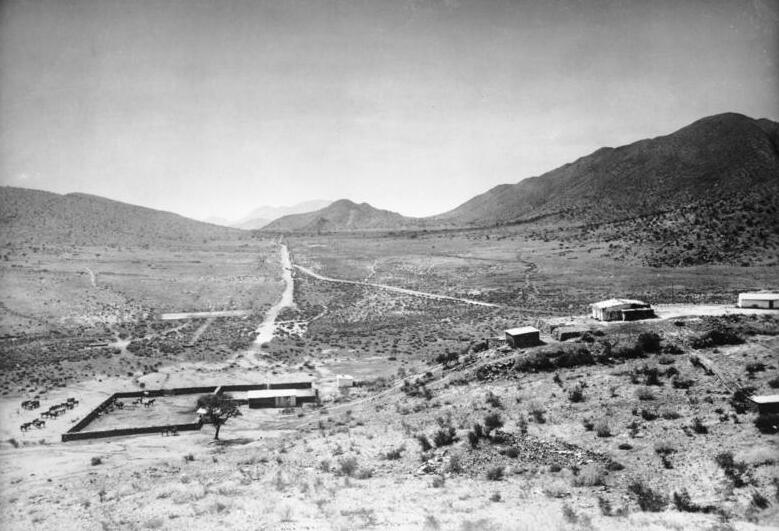
A Német Délnyugat-Afrikában található farmok egyike

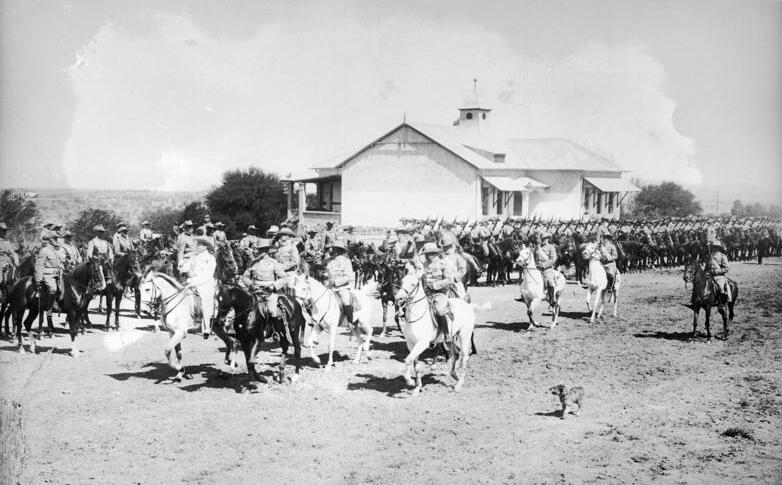
A Schutztruppe egyik katonai parádéja

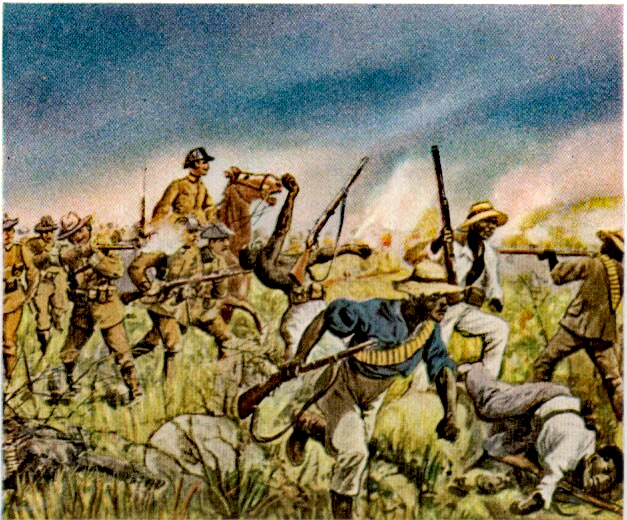
Egymással harcoló németek és hererók a hereró háború idején

Adolf Lüderitz brémai kereskedő azzal a kéréssel fordult Otto von Bismarck kancellárhoz 1882. november 12-én, hogy a jövőben megépítendő dél-afrikai telephelyének garantálja a biztonságát. A kancellár elfogadta a kérést és hamarosan Lüderitz egyik munkatársa megvásárolta az Angra Pequena nevű földdarabot, majd nem sokkal ezután megalapította Lüderitz városát. Az esetleges brit beavatkozás elkerülése végett a terület hivatalosan is a Német Birodalom fennhatósága alá került 1884-ben, és ezt kinyilvánítva a Német Császári Haditengerészet egyik hadihajóját, az SMS Nautilust a helyszínre küldték.
A gyarmat területén végérvényesen 1884. augusztus 7-én jelent meg a német zászló. Lüderitz nemsokára bekövetkező halálát követően az 1885-ben létrejövő Német Gyarmati Társaság Délnyugat-Afrikáért nevű szervezet vette át a gyarmat irányítását. A társaság tovább folytatta a Bismarck kancellár által felvázolt gyarmati politikát: a gyarmatok fejlesztése során a közpénzek helyett a magántőkére kell építeni. Heinrich Ernst Göring lett a gyarmat első vezetője, aki birodalmi megbízottként Otjimbingwében állította fel a német közigazgatást. 1887. április 17-én a kormányzó elfogadta azt a törvényt, amelyben külön jogot kaptak a fehérek és a feketék. Ez fokozatosan rontotta a viszonyt a bennszülött, őslakos törzsek és a gyarmatosítók között. Ezek után a Német Délnyugat-Afrikával kapcsolatos német gyarmati politikában csak a Bismarckot követő német kancellár, Leo von Caprivi tevékenysége hozott változást. Az új kancellár határozottan felszólalt a német érdekek mellett, kiállt Délnyugat-Afrika „birtoklásáért”, s evvel egyidejűleg a gyarmat végleges pacifikációja mellett döntött. Caprivi érdeme emellett a Helgoland–Zanzibár-egyezmény megkötése is, amely eredményéül az akkor már német koronagyarmat Német Délnyugat-Afrikához csatolták az ún. Caprivi-sávot.
A gyarmat őslakosságának nagy részét két nép: a hereró törzsek és a namák alkották. A németek eleinte hasznot húztak a két nép törzseinek rivalizálásából és a hererókat támogatták a nagyrészt keresztény hitre áttért namákkal szemben. Az akkori új kormányzó: Theodor Leutwein 1894-ben vette át a gyarmat irányítását és igyekezett békés, diplomáciai eszközökkel elsimítani a feszültségeket a gyarmaton. Sikerült elérnie, hogy a már a németeknek sem előnyös törzsi villongások átmenetileg megszűnjenek és hogy a hererók királya és a namák legnagyobb tekintélyű vezetője: Hendrik Witbooi békét kössenek. Az új kormányzó igyekezett együttműködni Witbooijal és levelezésükben is az államhatalmi monopóliumot igyekezett érvényesíteni. A törzsfőnököket a császár „nevében” arra kötelezte, hogy „országukban” gondoskodjanak a „rendről és nyugalomról”, amiért éves nyugdíjban részesültek. Végül a kormányzó kénytelen volt az államérdekből is fenntartott levelezést félbehagyni, mivel a nama vezető népének teljes függetlenséget követelt és a misszionáriusok által megismert európai jog cikkelyeivel is képes volt alátámasztani igényeit. Ekkor a namák fegyveres harcba kezdtek Hendrik Witbooi vezetésével, de egy év alatt alulmaradtak a németekkel szemben. Ennek ellenére a kormányzó mindent elkövetett a békés együttélés érdekében és az elfogott nama vezetőt szabadon engedte, törzsét nem oszlatták fel és a fegyvereiket is megtarthatták az afrikaiak, csak német felügyelet alá kerültek. Leutwein nevéhez fűződik az is, hogy decentralizálta az adminisztrációt, amelyet három regionális központban intézett: Windhoekban, Otjimbingwében és Keetmanshoopban. Nemsokára megalakultak az első nagyobb bányák és elkezdődött a gyarmat gazdasági értékeinek kitermelése. Megalapították az első posta-és távíró állomást. Az első világháború előtt nem sokkal felállították a gyarmat első rádióadóját, amellyel már el tudták érni Togót, és rajta keresztül az anyaországot is.
Az új gazdasági eredmények mellett azonban nem sikerült teljesen megoldani a törzsi problémákat, és az addig erősen németbarát, járványok által megtizedelt hererók is uraik ellen fordultak. 1904 januárjában a hererók az addig németbarát (a kormányzó személyes barátja) Samuel Maharero törzsfőnök vezetésével fellázadtak és több farmot is elpusztítottak. Megöltek közel 150 német telepest, majd több települést elfoglaltak, a jelentősebb városokat többször is bekerítették. A gyarmat akkor még igen jelentéktelen védőserege nem tudott semmit tenni, és a felkelést csak a gyarmatra érkező Lothar von Trotha tudta leverni 14 000 emberével. A felkelők többsége a német csapatok elől kénytelen volt a Kalahári-sivatagba menekülni, ahol nagy részük meghalt. 1904 őszén a hererók után a namák is ismételten fellázadtak Witbooi és Jakobus Morenga (a "fekete Napóleon") vezetésével. A lázadást csak 1908 elejére sikerült leverni teljesen, s a felkelések után a német véderő (Schutztruppe) létszámát megnövelték.

### A Dél-afrikai Unió politikai helyzete a világháború küszöbén

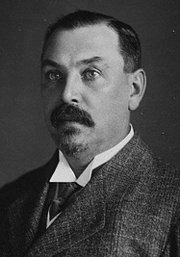
Louis Botha, a Dél-afrikai Unió első elnöke

A második búr háborút követően a britek bekebelezték a két volt búr államot: a Transvaal Köztársaságot és az Oranje Szabadállamot. A vereséget követően megerősödött a búrok angolok iránti ellenszenve, ami még a brit korona alatt létrejövő új állam: a Dél-afrikai Unió megalakulása után sem változott. Az ország első miniszterelnöke a búr háború hős, veterán tábornoka, Louis Botha lett. A Brit Birodalomhoz tartozó új ország létrehozásában oroszlánrészt vállaló Botha vezette kormány azonban nem váltotta be a hozzáfűzött reményeket. A miniszterelnök az ún. „kétfrontos” politikát gyakorolta, azaz az angol párti, valamint a teljes függetlenséget követelő búr „nacionalisták”-nak egyaránt meg akart felelni. Ezzel lényegében mindkét oldal elégedetlenné vált vele szemben, főleg a nacionalisták. Az ellenzék egyik vezéralakja Barry Munnik Hertzog volt, akit Botha azért távolított el a kormányából, mert egyre közelebb került a nacionalistákhoz. Hertzog ezt követően nyíltan támadta a kormány tevékenységét és híveivel megalapította a Nemzeti Pártot. Az első világháború kitörését követően megrendezett 1915-ös választást a Botha vezette SAP csak néhány voks többséggel nyerte meg az NP-vel szemben.
A világháború kitörésének idejére a Dél-afrikai Unió már instabil politikai állapotba került. Louis Botha és kormányának politikája ekkora már maga ellen fordította nemcsak a létrejövő Nemzeti Pártot, hanem a szakszervezeteket, a keményvonalas búr függetlenségpártiakat és a Munkáspártot is. A közvélemény szemében azonban nem csak Botha személye volt ellenszenves, hanem egyik minisztere: Jan Christian Smuts is. Smuts miniszteri tevékenysége sok kritikát kapott, harcias és autokratikus személyisége irritálta a társadalom széles rétegeit, emellett egy időben több olyan tárca felügyeletét látta el, amelyhez nem teljesen értett. A kormány kétszer volt kénytelen statáriumot bevezetni. Ezeknek egyik oka az volt, hogy a munkások bérköveteléseinek hangot adó sztrájkot Smuts erőszakos fellépése utcai zavargássá eszkalálta. A búr politikai elit megosztott volt aszerint is, hogy képviselői a transvaali, vagy az oranjei befolyási körhöz tartoztak.

## A gyarmatért folyó harcok

### A hadműveletek kezdete

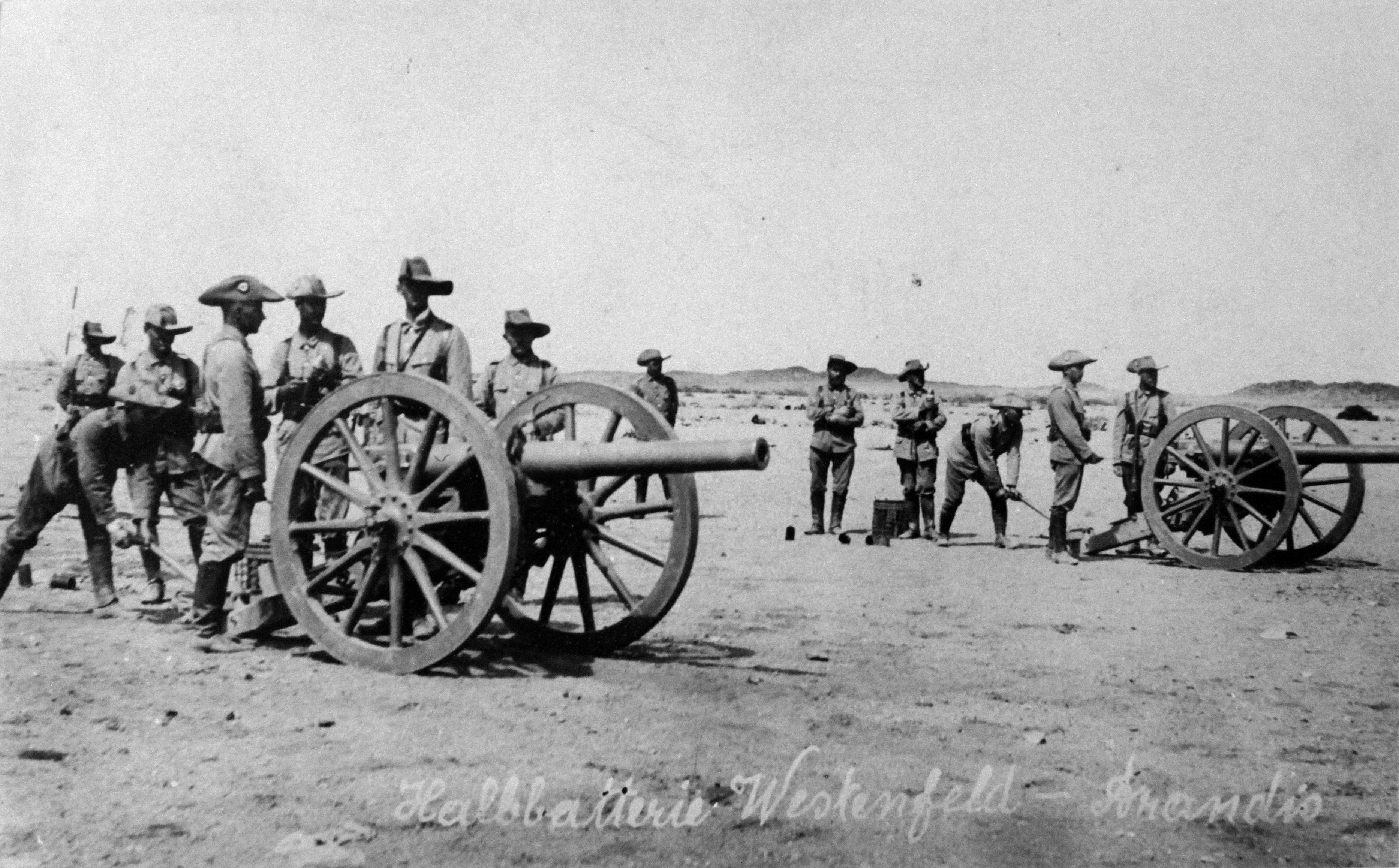
Német lövegek Német Délnyugat-Afrikában a harcok idején

Louis Botha, mint a dél-afrikai hadsereg vezetőjének az volt az elképzelése, hogy először a csapatoknak Délnyugat-Afrika kikötőit és határátkelőit kell birtokba venniük. Mivel a németek több mint kétezer kilométernyi vasúthálózatot építettek ki a gyarmaton, ennek birtokba vételével a jelentős dél-afrikai erőfölény szabadon érvényesülhetne. A német csapatok ezáltal vagy kilátástalan küzdelembe bocsátkoznak, vagy visszaszorulnak az ország sivatagos belsejébe, ahol a vízhiány és az élelmiszerhiány, majd az ellenállás beszüntetésére kényszeríti őket.
1914 augusztusában megkezdődött a hadsereg mozgósítása, az ellátmányrendszer megszervezése. A parlament a brit követeléseknek eleget téve megszavazta az ország részéről a hadba lépést, és az upingtoni katonai bázisról elindultak az első németek ellen harcoló egységek. A Dél-afrikai Unióval párhuzamosan Theodor Seitz kormányzó mozgósította a gyarmatot védő Schutztruppe egységeket (1870 fő és további 3000 tartalékos). A hadseregek mozgósítását követően megkezdődtek a két fél közötti összecsapások. Az első harci jellegű rajtaütésre még augusztus 23-án került sor Kummernais településnél. A következő összetűzés szeptember elején zajlott le Nakop rendőrségének közelében. Szeptember 2-án dél-afrikai katonák hajtottak végre rajtaütést Beenbreck területén. Szeptember 13-án sor kerül az első jelentősebb összecsapásra, mikor támadás éri a németek ramansdrifti rendőrőrsét, amit a dél-afrikaiak el is foglalnak. Szeptember 14-én dél-afrikai hadihajók először nyitottak tüzet Swakopmund kikötőjére, hogy a rádióállomást elhallgattassák. További három alkalommal, 23-án, 24-én és 30-án lőtték a város kikötőjét.

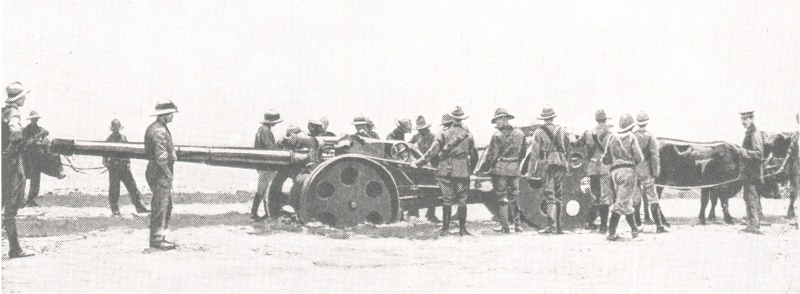
Dél-afrikai ágyú a sivatagban

Szeptember 19-én dél-afrikai csapatok szálltak partja az ország déli részének kikötővárosában, Lüderitzben és létrehozták a későbbi inváziónak első bázisát. A városból visszavonuló német katonák Münstermann hadnagy vezetésével felrobbantják a vasúti vonal egy kis részét. A bevonuló dél-afrikaiak később a német lakosságot átmenetileg Dél-Afrikába deportálják. Szeptember 21. és 23. között a dél-afrikai- és az észak-rodéziai rendőrség egységei elfoglalják a Caprivi-sávot. Szeptember 24-én viszont az Oskar Skultetus parancsnok vezette német csapatok elfoglalták Walvis Bay dél-afrikai enklávéját. A dél-afrikai csapatok azonban egy bizonyos időre felhagytak az előrenyomulással, mivel a hátországban kitört az ún. búr felkelés vagy Maritz-felkelés és a helyzet több egységet is megosztott. A lázadások ellenére azonban az egységek döntő többsége a kormányhoz maradt hű és nem pártolt át a németekhez.

### A Maritz-felkelés
Az első világháború kitörését követően a Dél-afrikai Unió az ellenséges Német Délnyugat-Afrika mellett találta magát. Miután a dél-afrikai katonák a britekkel együtt támadást indítottak a német gyarmat ellen, a dél-afrikai hadsereg vezérkari főnöke, Christiaan Beyers tábornok lemondott és szervezkedésbe fogott a britek ellen, a németeket támogatva. A szervezkedésébe sikerült bevonnia több híres, a második búr háború alatt kitűnt tisztet, mint Koos de la Rey, Christiaan de Wet és Jan Kemp tábornokokat.
1914. szeptember 12-én Beyers kocsiján vitte de la Rey tábornokot Potchefstroom búr katonai táborába feltehetőleg azért, hogy az ottani katonákat fellázítva felkelést indítson a kormány ellen. Éjjel egy útakadálynál rendőrökbe botlottak, akik a közelben garázdálkodó Foster-banda fegyveres rablóit próbálták elfogni. A két tábornok feltehetően megijedt a lelepleződéstől és megállás nélkül tovább akart hajtani. A rendőrök egyike leadott egy lövést, ami halálosan megsebesítette de la Reyt. A felkelők az eset után félve a leleplezéstől, minden szervezkedést leállítottak. Miután azonban félelmük tévesnek bizonyult, újból folytatták a munkálatokat és ebben segítségükre volt az is, hogy többek szerint Koos de la Rey halála szándékos gyilkosság volt.
Még szeptember 15-én, a Német Délnyugat-Afrikában állomásozó Manie Maritz alezredes egységével együtt megtagadta, hogy a németek ellen harcoljon és kiáltványt adott ki. Maitzhoz hamarosan csatlakozott Beyers, de Wet, Kemp és számos másik ismertebb parancsnok. Maritz katonáival elfoglalta Keimoest és kikiáltotta a Dél-afrikai Köztársaságot. A felkelők ereje folyamatosan nőtt, azonban hamarosan Louis Botha statáriumot hirdetett és a számbeli fölényben lévő angol és dél-afrikai erők lassan leverték a felkelést. Maritz egységével a németekhez csatlakozott, Beyers a Jan Kemp vezette csapatokkal akart egyesülni, azonban a Vaal folyón való átkelés során megfulladt. Christiaan de Wet az őket üldöző csapatok elől átkelt a Kahalári-sivatagba, de hamarosan visszatért a hazájába és embereivel együtt megadta magát.
A kormányzat a felkelés leverése után a lázadókat bíróság elé állította, de enyhe ítéleteket hoztak és mindenki két év után szabadult.

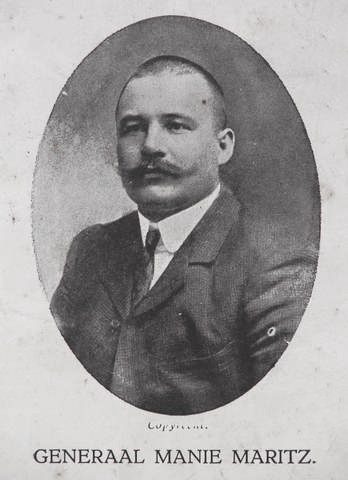
Manie Maritz
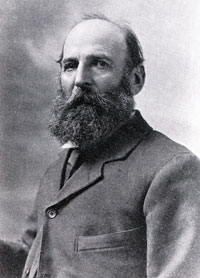
Koos de la Rey
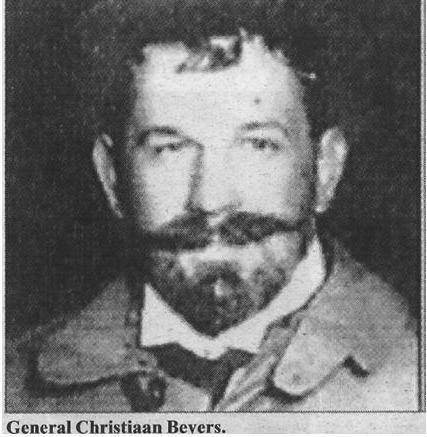
Christiaan Frederick Beyers
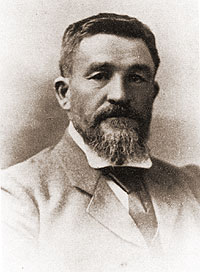
Christiaan de Wet

### A sandfonteini ütközet

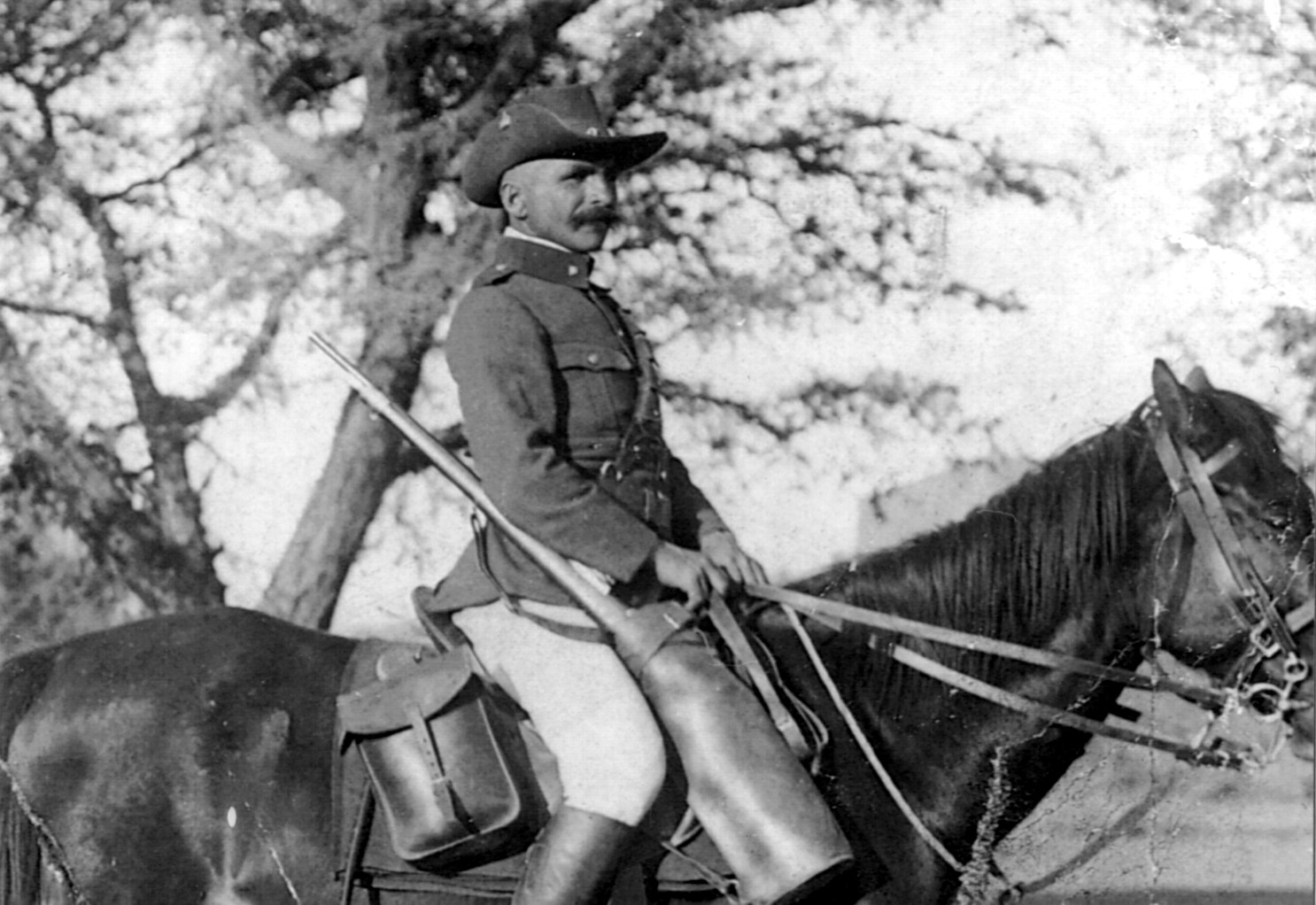
A Schutztruppe egyik lovas katonája a sandfonteini csata időszakából

A hadjárat első fontos, nagyobb szabású ütközetére 1914. szeptember 26-án került sor a Raman's Drifttől kb. 35 km-re levő Sandfontein mellett. Sandfontein egy három kúttal rendelkező, lakatlan oázis volt, de mégis birtoklása fontos volt, mert Namíbia sivatagos terepén döntő jelentőségű volt a vízlelőhelyek fölötti ellenőrzés. Kapcsolatban a búr lázadást kirobbantó Maritz alezredessel, a németek biztosak lehettek benne, hogy a határ mellett állomásozó dél-afrikai erők nem fognak megmozdulni. Ezt kihasználva a németek csapdát állítottak a környező magaslatokban elbújva. A németek kb. 1800 fővel rendelkeztek, döntő többségük bennszülött. A tíz ágyúval is rendelkező egység parancsnoka a gyarmatot védő csapatok főparancsnoka, Joachim von Heydebreck tábornok volt.
A Force A elnevezésű dél-afrikai seregtest Sir Henry Lukin tábornok parancsnoksága alatt szeptemberben uralma alá vonta az Oranje folyó átkelőit és szeptember 25-én apró helyőrséget hozott létre Sandfontein három víznyerőhelyénél. Másnap Lukin csapataihoz további egységek érkeztek: lovas lövészek, négy tizenhárom-fontos löveg és sok teherhordó állat.
A dél-afrikai menetoszlop hosszú utat tett meg megállás nélkül. Katonái kimerültek voltak, víztartalékot nem osztottak indulás előtt, és az állatok is alig álltak lábukon. A kút helyőrsége nem észlelt ellenséges erők jelenlétére utaló erőket, így a katonák nekikezdtek az állatok itatásnak és vízvételezésnek. A Grant alezredes parancsnoksága alatt lévő helyőrség kiküldött egy felderítő járőrt feltérképezni a környező területeket, de hamarosan ellenséges tűz közepette tért vissza. Ezt követően a dombokon kedvező lőállást foglaló német géppuskások tüzet nyitottak a lent tolongó dél-afrikaiakra, akik hanyatt-homlok menekültek lőtávolon kívülre vagy fedezéket keresve. Grant alezredesnek sikerült rendezett visszavonulásra bírnia katonáit a közeli magaslatig és egy rögtönzött tábori kórházat állítottak fel egy bódéban. Rá kellett viszont hamarosan döbbenniük, hogy a Raman's Driftig vezető telefonvonalaikat Heydebreck tábornok német katonái elvágták, így a dél-afrikai egység nem kérhet segítséget és ami súlyosabb, 30 km-en belül nincs még egy édes ivóvízzel rendelkező kút. A bódéban berendezett kórház mellett a dél-afrikaiak felállították az ágyúikat és lőni kezdték az ellenség állásait, a németek pedig viszonozták a tüzérségi tüzet. A német ágyúk a folyamatosan mozgó dél-afrikai ágyúkat heves küzdelemben lassan leküzdötték. Ezután a német lövegek előrenyomultak és kb. 1200 méterről közvetlenül a dél-afrikaiak gyalogságát kezdték lőni. Grant alezredesnek más lehetősége nem volt, mint a megadás. Az ütközetet követően mind a győztes németek, mind az elfogott dél-afrikaiak a kutakhoz mentek szomjukat oltani, és Grant alezredes gratulált legyőzőjének.

### A portugál–német konfliktus

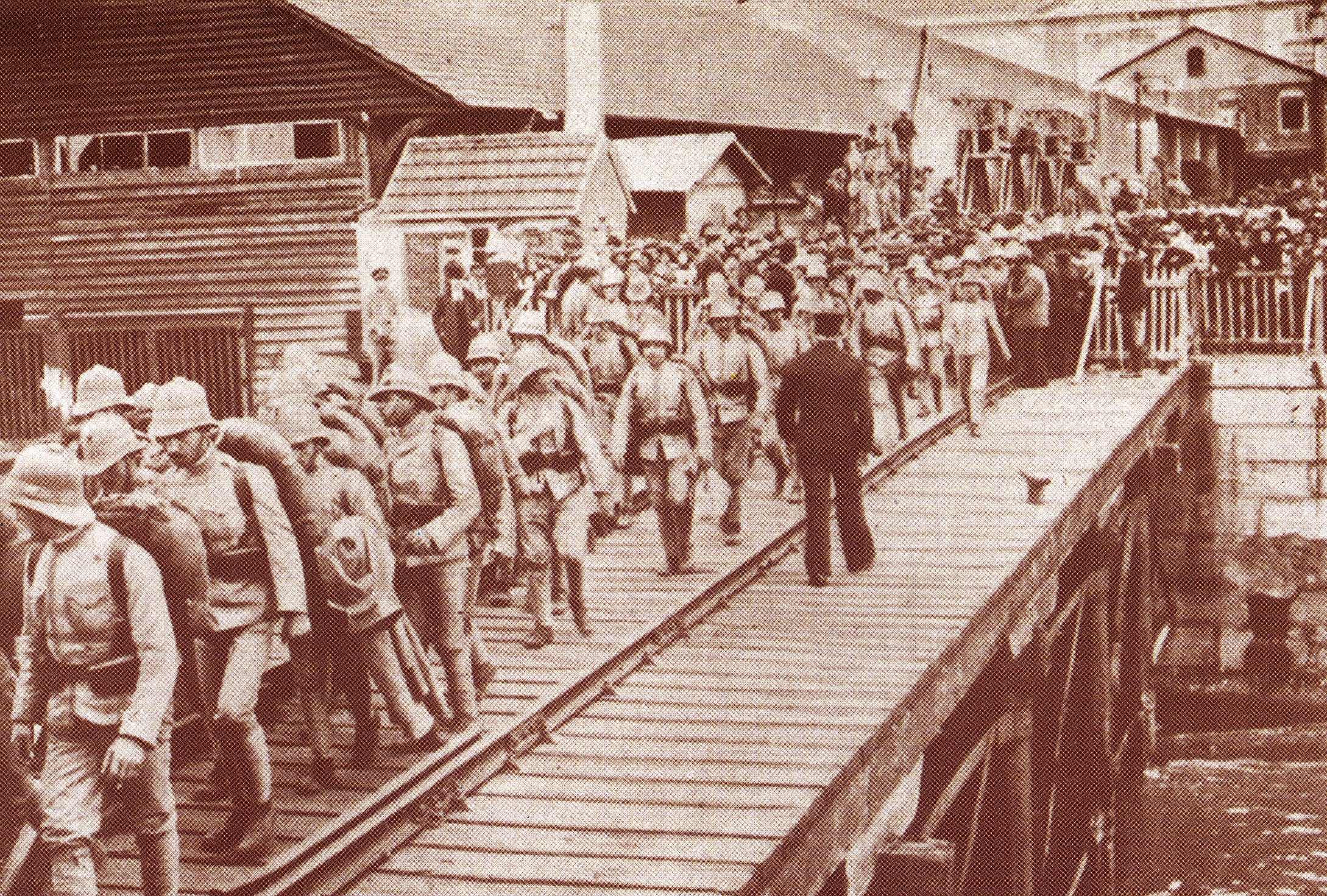
Portugál katonák partra szállnak Angolában

1914 októberének közepén Hans Schultze-Jena, az outjói kerületi megbízott egy őrjárat élén engedély nélkül átlépte a portugál fennhatóság alá tartozó Angola határát és eltűnt élelemszállítmányok után kutatott. Portugál gyarmati katonák egy csoportja Sereno zászlós vezetésével a németeket körbefogta és kihallgatásra Naulilába kísérték őket. Amikor azonban a városban őrizetbe akarták venni a németeket, lövöldözés tört ki és az őrjárat öt katonájából Schultze-Jena és két másik katona életét vesztette, a két túlélőt pedig fogságba vetették. Amikor Német Délnyugat-Afrika védő katonáinak parancsnoka, Joachim von Heydebreck alezredes értesült az esettről, október 31-én büntető expedícióra küldte Oswald Ostermannt, Nkurenkuru rendőrkapitányát. Ostermann embereivel átlépte a portugál határt, majd megtámadta a határ mellett fekvő Cuangar erődjét. A németek elfoglalták a portugál helyőrséget és annak minden védőjét lemészárolták. A bosszúszomjas német katonák ezután Bunja és Sambio apró erődjeit is lerombolták és novemberben Diricót és Mucussót is elfoglalták.
Joachim von Heydebreck alezredes 1914. november 11-én bekövetkezett halála után Victor Franke alezredes vette át a német gyarmat erőinek parancsnokságát. Nem sokkal ezután Franke egy 500 fős különítménnyel a határon átlépve megtámadta a portugál katonaság által védett Naulilát. A számbeli fölényben lévő, kb. 900 fős portugál védőerő parancsnoka José Augusto Alves Roçadas alezredes volt. A portugálok részéről heves ellenállás fogadta a németeket, ennek ellenére a védők a teljes megsemmisülést elkerülendő visszavonulásra kényszerültek és egy dragonyosroham fedezete mellett kivonultak a pozícióikból.
Az összecsapásban megközelítőleg több mint 150 portugál katona vesztette életét vagy sebesült meg, míg a német oldalon 31 fő volt a veszteség. A németek Naulila elfoglalásával nagy mennyiségű lőszert, egy géppuskát és egy kórházi lovaskocsit zsákmányoltak. A portugál védők közül csak kevesen adták meg magukat és közülük is többet a németek kivégeztek.
A portugál kormány az akkori krízis miatt nem tudott tevőleges választ adni az eseményekre, de még a naulilai incidens előtt, 1914. november 23-án hivatalos nyilatkozatot tett a Brit Birodalommal való együttműködésről. Ezt követte az, hogy decemberben elindultak Portugál Nyugat-Afrikába (Angola) a portugál hadsereg első egységei, hogy segítsék az angolok és dél-afrikaiak harcát Német Délnyugat-Afrika területein. Azonban a német gyarmatot a portugálok nélkül is sikerült legyőzniük a szövetségeseknek, s ezért a hadsereg egy részét átszállították Portugál Kelet-Afrikába (Mozambik), akik részt vettek a Német Kelet-Afrika elleni hadműveletekben. Portugália nyílt belépésére a háborúba 1916. március 15-éig kellett várni, amikor Németország hadat üzent neki.

### A német légierő tevékenysége

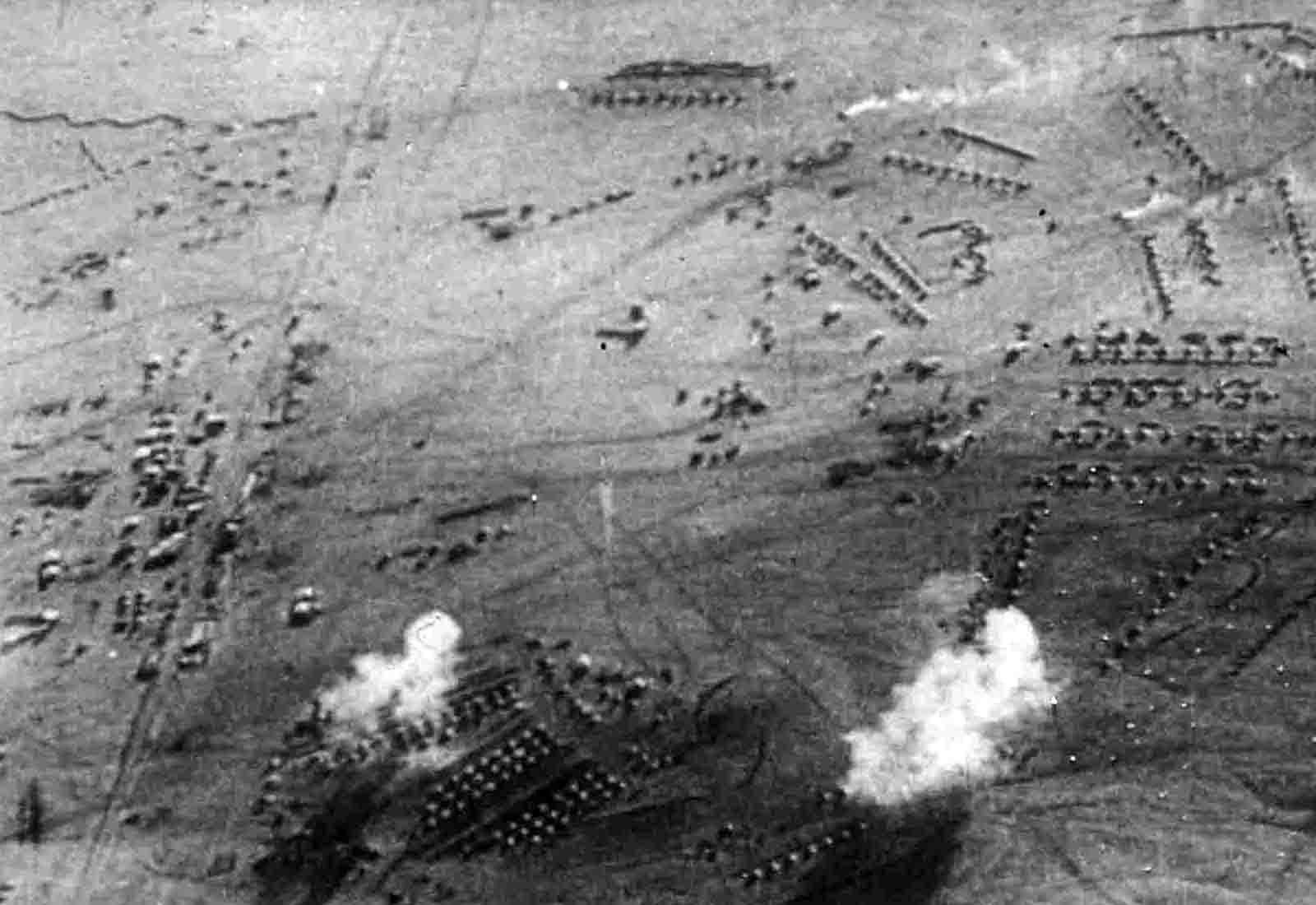
Paul Fiedler hadnagy Roland típusú gépével a Tschaukaibnál található dél-afrikai tábort bombázta 1914. december 17-én

A háború előtti években egyre szükségesebbé vált, hogy a gyarmatok is rendelkezzenek bizonyos erősségű légierővel. Ennek magvát egy egyre növekvő taglétszámú repülőklub, a Délnyugat-afrikai Légierő Egyesület alkotta. 1912-ben az egyesület kidolgozott iránymutatásokat a német gyarmaton való repülés jövőbeli fejlődéséről és ezt hamarosan el is juttatták Német Délnyugat-Afrika akkori kormányzójához, Theodor Seitzhez. Az egyesület rávilágított arra, hogy a repülőgépek roppant előnyösek egy esetleges gyarmaton folyó háború esetén. A repülőgép(ek) viszonylag észrevétlenül tudnak működni, de súlyos csapásokat tudnak okozni az ellenségnek, használhatóak felderítő és szállítási feladatokra.
Theodor Seitz kormányzó és Német Délnyugat-Afrika katonai erejének, a Schutztruppénak (magyarul Gyarmati Véderő) parancsnoka, Joachim von Heydebreck fogékonyak voltak a tervre. Ennek ellenére rámutattak, hogy a birodalmi gyarmati hivatal költségvetésének forrásai hiányosak. Az egyesület azonban nemsokára egy petíciót küldött a német parlament számára pénzügyi forrásokat kérve. A gyarmat ún. Nemzeti Tanácsa is támogatta a törekvéseket és nemsokára a gyarmat német lakossága is kifejezte támogatását.
1913 végén végül sikerült jelentős mennyiségű pénzt szerezni és hivatalosan is megalakult a gyarmat légi ereje, több leszállópálya és repülőtér építése is megkezdődött. 1914 májusában és júniusában három repülőgép érkezett Swakopmundba. A háború kitörése és a dél afrikai támadás után a szárazföldi erők mellett a légierő is igyekezett hatékonyan támadni az ellenség földi egységeit. Bár nem rendelkeztek légi célokra szánt bombákkal, kézműves ügyességgel több bombát is előállítottak, emellett pedig többször tüzérségi gránátokat is dobtak az ellenség állásaira. Haalen Burgnál két bombatámadást is végrehajtottak a repülők és a második alkalommal a bombázás során több ellenséges katonát is sikerült megölni és tüzérségi eszközöket is megrongáltak. További támadásokat a gyarmat elvesztéséig végrehajtottak.

### További harcok, Lüderitz és Windhoek eleste

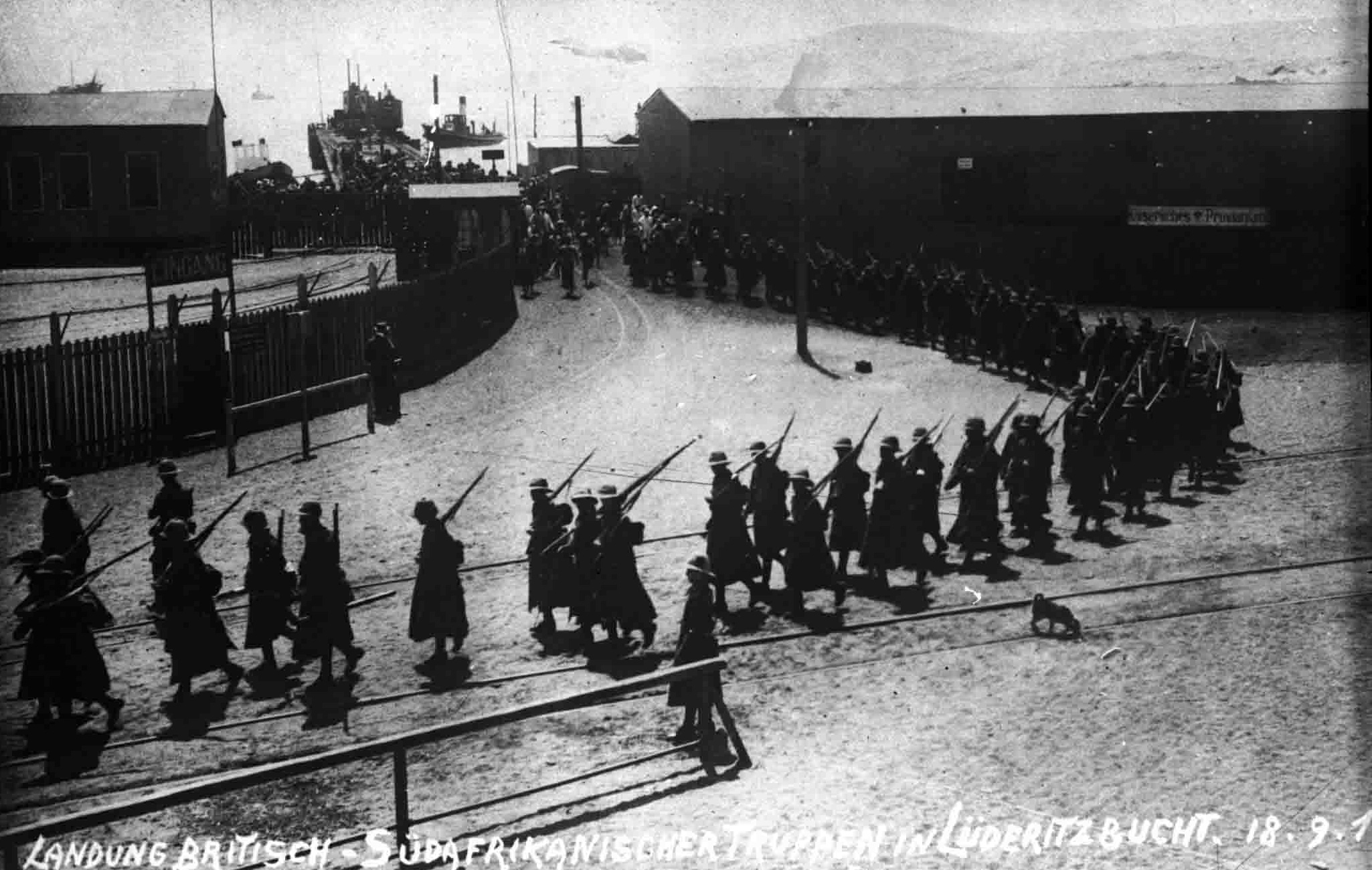
Megszálló dél-afrikai katonák Lüderitzben

A dél-afrikai csapatok Lüderitzből támadva novemberre már 70 kilométerre keletebbre jártak. A Maritz-felkelés felszámolása lehetővé tette, hogy december végére visszafoglalták Walvis Bayt, majd 1915. január 15-én elfoglalták Swakopmund kikötőjét is, mely pár kilométerre északra feküdt Walvis Baytől.
1915 februárjában a Hermann Ritter őrnagy vezette német egységek (többek között a lázadó búrok segítése céljából) betört Dél-Afrika területére, de február 4-én a kakamasi csatát követően visszavonulásra kényszerült a többszörös számbeli fölényben lévő Sir Jacob van Deventer csapatai elől. Március 20-án Pforte, Jakkalswater és Riet térségében harcolnak a németek és súlyos veszteségeket szenvedve visszavonulnak Kubasba, amit március 24-én ürítenek ki. A dél-afrikai csapatok folyamatosan nyomulnak előre. Április 21-én a támadók elfoglalják Bersebát. 1915. április 26-án csatára kerül sor Hermann Ritter őrnagy katonái és a páncélautókkal is rendelkező dél-afrikai egységek között, a csata után Ritter emberei folytatják a visszavonulást. A támadó dél-afrikai csapatok április végére már a főváros, Windhoek közelében jártak, ezért május 1-jén a kormányzó Grootfonteinbe tette át a székhelyét. Az ország belsejébe, Windhoek felé visszavonuló németek annyi kellemetlenséget akartak okozni a briteknek, amennyit képesek, de világos volt, hogy győzni nincs esélyük. Nemsokára a német csapatok is kivonulnak Windhoekből, ahova a dél-afrikai csapatok május 12-én vonulnak be. A hónap végére már a kormányzó és Botha között tárgyalásokra kerül sor a megadásról, de ezek még nem vezetnek eredményre.
A hadjárat utolsó nagy ütközetére Otavifontein mellett került sor, ahol 800-1000 német állt szemben a személyesen Louis Botha vezette erőkkel. Az eredmény nem lehetett kétséges, a németek döntő vereséget szenvedtek és a katonák az ország északi területeire szorultak.

## A gyarmat elvesztése és sorsa

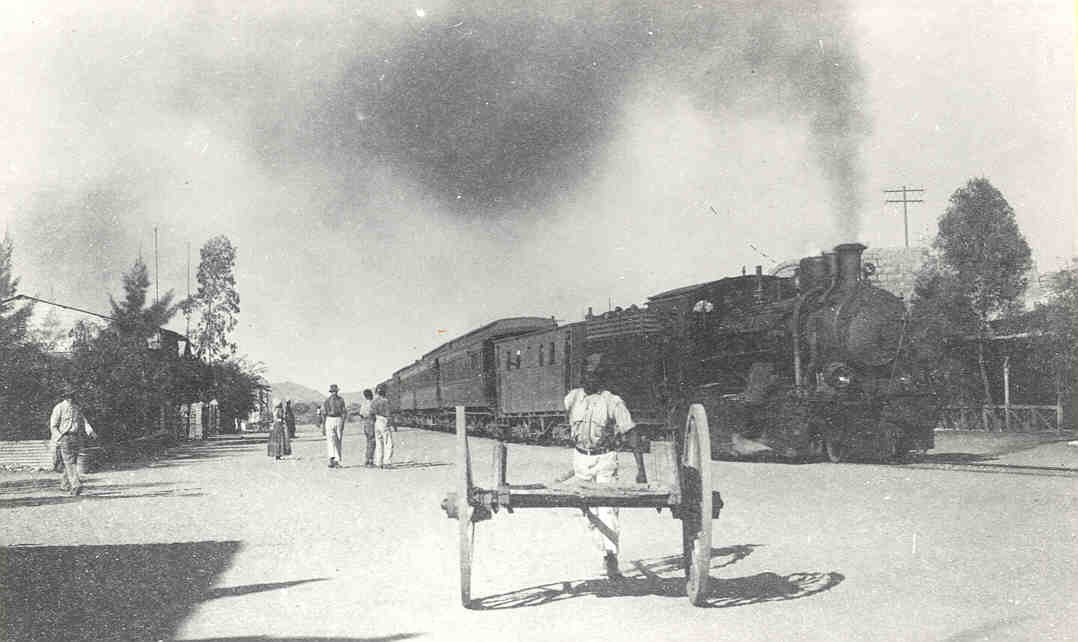
A karibibi vasútállomásra befutó vonat az 1920-as évek idején

A 60 000 fős dél-afrikai haderővel szemben a Schutztruppe 1915. július 9-ig tudta tartani magát, majd az ország északi részébe szorulva, készletek és víz híján Victor Franke vezetésével feltétel nélkül letették a fegyvert. Az elfogott német katonákat a számukra létrehozott fogolytáborokba vitték, és csak a háború után térhettek haza. Frankét és több más tisztet Okawayóba internálták. Az utolsó katonák 1919-ben térhettek haza. Az angol erők a délnyugat-afrikai hadjárat alatt kb. 5000 foglyot ejtettek és 59 löveget zsákmányoltak.
A dél-afrikaiak által elfoglalt területekről internált német és egyéb európai ajkú lakosság a harcok befejeződése után, 1915 végére már visszatérhettek lakóhelyükre. Az év szeptemberében már megjelenhetett az első újraindított német nyelvű újság is, a Lüderitzbuchter Zeitung (1919-től Der Kriegsbote). A harcok addigra lényegében teljesen véget értek. A néger törzsek részéről zajlott le néhány villongás Portugál Nyugat-Afrika határán, az ott jelenlévő portugál katonasággal. A németek vereségük ellenére elérték egyik legfőbb céljukat, azt, hogy feltartsák az előrenyomuló dél-afrikai erőket. Ezzel ugyanis megakadályozták, hogy Botha és Smuts erői már 1914-ben megkezdhessék támadásukat Német Kelet-Afrika ellen, így időt hagyva Paul von Lettow-Vorbeck katonáinak a harcra való felkészülésre.
A versailles-i békeszerződés értelmében a már megszűnt Német Birodalom elvesztette minden gyarmatát, köztük az Afrikában található Togót, Kamerunt, Német Délnyugat-Afrikát és Német Kelet-Afrikát. A versailles-i békeszerződés cikkelyének értelmében:
Németország lemond a jelen Szerződés által megállapított európai határain kívül fekvő területekre vonatkozó vagy azokkal kapcsolatos mindazokról a jogokról, igényekről és kiváltságokról, amelyek őt vagy szövetségeseit megillették, továbbá mindazokról a jogokról, igényekről és kiváltságokról, amelyek őt bármely címen a Szövetséges és Társult Hatalmakkal szemben megillették.
Az ország a Nemzetek Szövetsége mandátumterületévé vált, C-mandátumként a Dél-afrikai Unió saját területének részeként igazgatta. Az első világháborút követően az 1920-as években a volt német gyarmaton krónikus munkaerő-hiány lépett fel, csökkent a termőföldek hozama és az élelmiszer-termelés Ovambolandban. Ennek ellenére lassan a német ajkú lakosság beolvadt a dél-afrikai államba. A második világháborút és a Népszövetség megszűnését követően a terület ENSZ gyámság alá került, Dél-Afrika azonban nem volt hajlandó megkötni az ennek feltételeit tartalmazó gyámsági szerződést, és továbbra is sajátjaként irányította a területet. Bár a korábbi mandátumot megvonták az országtól 1966-ban és létrehozták a Namíbia Tanácsot, csak az apartheid bukása előtt nem sokkal, 1990. március 21-én vált hivatalosan is független állammá Namíbia.